# Илия Тръпков
Илия Савев Тръпков е български революционер, селски войвода на Вътрешната македоно-одринска революционна организация.

## Биография
Роден е в 1878 година в прилепското село Кадино село, тогава в Османската империя. Включва се дейно в националноосвободителни борби на българите в Македония и в 1896 година влиза във ВМОРО, където действа като куриер, четник и войовда. Действа заедно с войводите Боби Стойчев, Дамян Мартинов, Васил Аджаларски, Милан Гюрлуков и други. В периода 1914 – 1919 година е с четата на Лазар Велков. След като родният му край попада в Сърбия след Междусъюзническата война, Илия Тръпков е тормозен от новите сръбски власти заради пробългарската си дейност. От 1926 до 1928 година е затворен от сръбските власти заради войводата Величко Велянов.
На 19 февруари 1943 година, като жител на Горно Лисиче, подава молба за народна пенсия, която е одобрена и отпусната от Министерския съвет на Царство България.